# Herrenmensch
Der Begriff Herrenmensch wurde über Friedrich Nietzsche, der einen höheren Typus Mensch als Vertreter einer neuen aristokratischen Herrenmoral angepriesen hatte, um die Wende vom 19. zum 20. Jahrhundert zum Modeschlagwort großer Bildungskreise.

## Nietzsche-Rezeption
Den Vertreter der Herrenmoral charakterisiert Nietzsche in seiner Schrift Jenseits von Gut und Böse folgendermaßen: 

„Die vornehme Art Mensch fühlt sich als wertbestimmend, sie hat nicht nötig, sich gutheißen zu lassen, sie urteilt ‚was mir schädlich ist, das ist an sich schädlich‘, sie weiß sich als das, was überhaupt erst Ehre den Dingen verleiht, sie ist werteschaffend. Alles, was sie an sich kennt, ehrt sie: eine solche Moral ist Selbstverherrlichung. Im Vordergrunde steht das Gefühl der Fülle, der Macht, die überströmen will, das Glück der hohen Spannung, das Bewußtsein eines Reichtums, der schenken und abgeben möchte – auch der vornehme Mensch hilft dem Unglücklichen, aber nicht oder fast nicht aus Mitleid, sondern mehr aus einem Drang, den der Überfluß von Macht erzeugt. Der vornehme Mensch ehrt in sich den Mächtigen, auch den, welcher Macht über sich selbst hat, der zu reden und zu schweigen versteht, der mit Lust Strenge und Härte gegen sich übt und Ehrerbietung vor allem Strengen und Harten hat.“

Dem „guten“ Menschen stellt Nietzsche den „schlechten“ Menschen (den schlichten, einfachen Menschen) gegenüber, den der Mensch der Herrenmoral verachte, weil er „verächtlich“ sei. In seiner Interpretation nimmt Nietzsche den Begriff „Aristokratie“ (= „Herrschaft der Besten“) wörtlich, indem er Mächtige, die keine Skrupel haben, von ihrer Macht rücksichtslos Gebrauch zu machen, als „gut“ bewertet.
In seiner Schrift Zur Genealogie der Moral benutzt Nietzsche den Begriff „Herren-Rasse“: „Ich gebrauchte das Wort Staat: es versteht sich von selbst, wer damit gemeint ist – irgend ein Rudel blonder Raubthiere, eine Eroberer- und Herren-Rasse, welche, kriegerisch organisiert und mit der Kraft, zu organisieren, unbedenklich ihre furchtbaren Tatzen auf eine der Zahl nach vielleicht ungeheuer überlegene, aber noch gestaltlose, noch schweifende Bevölkerung legt.“ Gerd Schank weist nach, dass Nietzsche bei dem Wort „Rasse“ „sehr stark an etwas Schichtspezifisches denkt: an soziale Schichten, Klassen, Stände, oder zumindest, dass ‚Rassen‘ in erster Linie über ihre gesellschaftliche Funktion gesehen werden.“ In diesem Sinne würden in der Schrift auch die „Arya“ als „die Mächtigen“, als „Herren“ eingeführt. Allerdings taucht der Begriff „Herrenmensch“ kein einziges Mal in Nietzsches Werk auf.

## Christologische Bezeichnung
Die Bezeichnung kyriakos anthrōpos und seine lateinische Entsprechung homo dominicus finden sich in der Christologie der Väterzeit, beispielsweise bei Athanasius und Pseudo-Athanasius. Hergeleitet wird diese Bezeichnung aus Phil 2,11 (der Erhöhung des Menschen Jesus in die Kyrios-Herrlichkeit). Den Gegensatz zu dieser Vorstellung bildet die im Judentum vertretene Auffassung von Jesus als bloßem Menschen (psilos anthrōpos).

## Begriffe „Herr“ und „Herrschaft“ als soziale und politische Kategorien
Ein Herr ist in der ursprünglichen Wortbedeutung eine Person, die aufgrund ihrer sozialen Stellung (ihrer Amtsautorität) und aufgrund von Persönlichkeitsmerkmalen (ihrer persönlichen Autorität) in der Lage ist, anderen verbindliche Weisungen zu erteilen. Komplementär zur Herrenrolle sind die Rolle des Untergebenen, d. h. des Sklaven, des Dieners, des Knechts (vgl. die Herr-Knecht-Dialektik bei Georg Wilhelm Friedrich Hegel) oder des Untertans.
In diesem Sinne ist der Begriff Herrenmensch ein Synonym für den Begriff Herr. Friedrich Nietzsche konkretisiert die Bedeutung des Begriffs am Beispiel von Gestalten aus der Antike (z. B. Gaius Iulius Caesar) und der Renaissance (z. B. Cesare Borgia). In diesem Sinne spricht auch Oswald Spengler 1932 vom „Renaissanceideal des freien Herrenmenschen“. Die starke Orientierung an „Vorbildern“ in der Vergangenheit unterscheidet den Herrenmenschen von dem von Nietzsche benutzten Begriff Übermensch, der sich auf einen noch „herauszuzüchtenden“ Menschen der Zukunft bezieht.
Volker Reinhard beschreibt die Wirkung des von Jacob Burckhardt stammenden Bildes der Renaissance auf Menschen des Fin de siècle wie Friedrich Nietzsche mit den folgenden Worten: „Dass im Italien des 15. und 16. Jahrhunderts kühne Herrenmenschen daran gingen, die Fesseln der tradierten Moral und des kirchlich verordneten Glaubens abzustreifen, und sich in einer säkularisierten Welt hemmungslos und ruchlos selbst verwirklichten – dieses Bild der menschlichen Selbstbefreiung traf den Nerv des Fin de Siècle mit all seinen Triebhemmungen, Konventionen und bürokratischen Hemmnissen. Literaten und Philosophen berauschten sich an diesem Gegenbild und träumten von einer Renaissance der Renaissance. Der bedeutendste von ihnen war Friedrich Nietzsche.“

## Entwicklung der Begriffe „Herrenmensch“ und „Herrenrasse“ im Nationalsozialismus
Im Nationalsozialismus wurde der Herrenmensch dem Untermenschen entgegengesetzt, dessen behauptete Minderwertigkeit kulturell, biologistisch und metaphysisch begründet wurde.